# 裸腹盲魮
裸腹盲魮（学名：Typhlobarbus nudiventris）为輻鰭魚綱鯉形目鲤科的其中一種，被IUCN列為次級保育類動物，分布於亞洲中國，本魚身體半透明而模糊的淡紅，鰭透明但是尾鰭淺灰色的而且與灰色的邊緣。在前面的鼻孔具有一個短的管而且以一個瓣膜的後面鼻孔分開；眼插口位於了頭部的中心，些微地陷落，充滿了脂肪，眼球非常地退化，觸鬚2對，體長可達45.5公分，棲息於洞穴中。
该物种被列入国家重点保护野生动物名录（2021年版）二级保护。